# Dobrkowo
Dobrkowo (deutsch Daberkow) ist ein Dorf in der polnischen Woiwodschaft Westpommern. Es gehört zur Gmina Radowo Małe (Gemeinde Klein Raddow) im Powiat Łobeski (Labeser Kreis).

## Geographische Lage
Das Dorf liegt in Hinterpommern, etwa 55 Kilometer nordöstlich von Stettin und etwa 20 Kilometer westlich der Kreisstadt Labes.

## Geschichte
Ab dem 19. Jahrhundert bestanden der politische Gutsbezirk Daberkow und die Landgemeinde Daberkow nebeneinander. Im Jahre 1910 zählte der Gutsbezirk Daberkow 69 Einwohner, die Landgemeinde Daberkow 55 Einwohner. Später wurde der Gutsbezirk in die Landgemeinde eingemeindet.
Bis 1945 bildete Daberkow eine Landgemeinde im Kreis Regenwalde im Regierungsbezirk Stettin der preußischen Provinz Pommern des Deutschen Reichs. Die Ortschaft war dem Amtsbezirk Roggow A angegliedert.
Zur Landgemeinde gehörte neben Daberkow kein weiterer Wohnplatz. Die Gemeinde zählte im Jahre 1925 150 Einwohner in 26 Haushaltungen und im Jahre 1939 153 Einwohner.
Nach dem Zweiten Weltkrieg wurde Daberkow, wie ganz Hinterpommern, seitens der sowjetischen Besatzungsmacht der Volksrepublik Polen zur Verwaltung unterstellt. Es begann danach die Zuwanderung von Polen. Der Ortsname wurde zu „Dobrkowo“ polonisiert. In der Folgezeit wurde die einheimische Bevölkerung von der polnischen Administration aus dem Kreisgebiet vertrieben.
Heute liegt das Dorf in der polnischen Gmina Radowo Małe (Gemeinde Klein Raddow), in der es ein eigenes Schulzenamt bildet.